# Chlopsis olokun
Chlopsis olokun is een straalvinnige vissensoort uit de familie van valse murenen (Chlopsidae). De wetenschappelijke naam van de soort is voor het eerst geldig gepubliceerd in 1966 door Robins & Robins.